# Isaak (Name)
Isaak ist ein männlicher Vorname, der auch als Familienname gebräuchlich ist.

## Herkunft und Bedeutung
Der Name Isaak geht über die altgriechische Namensvariante Ἰσαάκ Isaák auf den hebräischen Namen יִצְחָק jiṣḥāq, seltener יִשְׂחָק jiśḥāq, zurück, der eine Kurzform von der Wurzel צחק ṣḥq „lachen“ bzw. שׂחק śḥq „lachen“ und einem ausgefallenen theophoren Element darstellt und somit „[Gott] lachte“ bzw. „[Gott] möge lachen“ bedeutet. Möglich ist auch eine kausative Übersetzung: „[Gott] hat zum Lachen gebracht“.
Eine weitere, jedoch weniger wahrscheinliche Übersetzungsoption ist, dass es sich nicht um einen theophoren Namen handelt, sondern der Namensträger selbst Subjekt des Satzes ist: „[Das Kind] lacht“.
In der Bibel bezeichnet Isaak ausschließlich den Sohn Abrahams und Vater Jakobs. Inschriftlich ist der Name nicht belegt.

## Verbreitung
Während der Name Isaak [ˈiː.zaˌak] in Deutschland zwischen 2006 und 2018 nur etwa 190 Mal als erster Vorname vergeben wurde, ist er in seiner Variante Isaac [ˈaɪ.zək] im englischen Sprachraum deutlich populärer.
In den USA war Isaac bereits im ausgehenden 19. Jahrhundert beliebt. Seine Popularität sank jedoch bis in die 1960er Jahre hinein bis zu einem Tiefpunkt im Jahr 1967 (Rang 377). Anschließend nahm er rasch an Beliebtheit zu. Mittlerweile zählt Isaac wieder zu den meistvergebenen Jungennamen des Landes. Im Jahr 2021 belegte der Name Rang 40 der Hitliste. Ein ähnliches Bild zeigt sich in Kanada (Rang 37, Stand 2019), Australien (Rang 23, Stand 2021) und Neuseeland (Rang 45, Stand 2021).
Auch im Vereinigten Königreich stieg die Popularität des Namens in den vergangenen Jahren, sodass er dort zu den beliebtesten Jungennamen zählt. Dabei wird er jedoch in Schottland etwas seltener gewählt als in den anderen Landesteilen. In Irland gehört der Name seit 2012 zu den 100 beliebtesten Jungennamen, jedoch erreichte er nie eine höhere Platzierung als Rang 77. Zuletzt stand Isaac auf Rang 87 der Hitliste (Stand 2021).
In Frankreich war der Name Isaac [i.za.ak] zu Beginn des 20. Jahrhunderts mäßig populär, nachdem er zwischen 1940 und 1992 nur äußerst selten vergeben wurde, begann in den 1990er Jahren ein steiler Aufstieg des Namens in den französischen Vornamenscharts. Seit 2013 gehört er zu den 100 meistvergebenen Jungennamen des Landes. Im Jahr 2021 stand er auf Rang 17 der Hitliste.

## Varianten
- Arabisch: إسحاق Isḥāq
- Armenisch: Սահակ Sahak
- Dänisch: Isak
- Englisch: Isaac, Issac
  - Diminutiv: Ike
- Finnisch: Iisakki
  - Diminutiv: Iikka, Iiro
- Französisch: Isaac
- Griechisch: Ισαάκ Isaák
  - Altgriechisch: Ἰσαάκ Isaák
- Hebräisch: יִצְחָק jiṣḥāq, יִשְׂחָק jiśḥāq
  - Jiddisch (Diminutiv): איציק Itzik, Izik, Itzig, Icek
- Isländisch: Ísak
- Italienisch: Isacco
  - Latein: Isaac
- Kirchenslawisch: Ісаакъ Isaaku
- Kroatisch: Izak
- Niederländisch: Izaäk
  - Diminutiv: Sjaak, Sjakie
- Norwegisch: Isak
- Polnisch: Izaak
- Portugiesisch: Isaque
- Rumänisch: Isac
- Russisch: Исаак Isaak
- Schwedisch: Isac, Isak
- Slowenisch: Izak
- Spanisch: Isaac
- Türkisch: İshak
- Ungarisch: Izsák

Vom hebräischen Namen abgeleitet existieren die Umschriften Jitzchak, Yitzhak und Itzhak.

## Namenstag
- 6. Oktober: nach dem Stammvater Isaak
- 19. Oktober: nach Isaak Jogues

## Namensträger

### Vorname

#### Antike und Mittelalter (chronologisch)
- Isaak von Dalmatien, Schutzpatron von Peter dem Großen (4. Jahrhundert)
- Isaak (Armenien), Bischof in Armenien († 438)
- Isaak der Große (auch Sahak I.) (* 340; † 7. September 439), Theologe, Bibelübersetzer, Heiliger und Begründer der armenischen Kirche
- Isaak von Antiochien (5. Jahrhundert)
- Isaak von Jerusalem, orthodoxer Patriarch von Jerusalem (601–609)
- Isaak von Ninive (auch: I. der Syrer) (7. Jahrhundert)
- Isaak aus Aachen (um 800), erster namentlich bekannter deutscher Jude; Dolmetscher Karls des Großen bei Hārūn ar-Raschīd
- Isaak Ben Salomon Israeli (840–940)
- Isaak I. (Byzanz), Isaak I. Komnenos (1005–1061), byzantinischer Kaiser
- Isaak ben Eleasar ha-Levi († vor 1090), Talmud-Gelehrter in Mainz und Worms
- Isaak ben Melchisedek von Siponto (ca. 1090–1160), italienischer jüdischer Gelehrter
- Isaak von Stella (1110–1168)
- Isaak der Blinde (genannt Isaak Saggi Nahor, euphemistisch der Hellsichtige; wirkend um 1200 in der Provence), jüdischer Gelehrter und Kabbalist
- Isaak II. (1155–1204), byzantinischer Kaiser
- Isaak Komnenos, († um 1294), byzantinischer Herrscher auf Zypern
- Isaak Albalag (Isaak al-Ballag), jüdischer Philosoph des 13. Jahrhunderts in Südfrankreich oder Nordspanien
- Isaak ben Mose (* um 1180; † um 1260), jüdischer Gelehrter und Dezisor
- Isaak ibn Latif (Isaak ben Latif; * um 1210; † um 1280/1284), mystischer Gottessucher
- Isaak von Montjoie († nach 1382, vermutlich vor 1386), deutscher jüdischer Unternehmer, der in Monschau, Brühl, Köln und Bonn wirkte
- Isaac I. Aboab (auch: Isaak Aboab), um 1300 in Spanien lebender und wirkender religiös-ethischer Autor aus sefardischer Familie
- Isaak ben Josef ibn Polegar, im Spanien des frühen 15. Jahrhunderts lebender und wirkender jüdischer Gelehrter
- Isaac II. Aboab (auch: Abuab; * um 1433, † 1493), kastilischer Rabbiner; galt als „letzter Gaon Kastiliens“

#### Neuzeit(alphabetisch)
Isaak
- Isaak Emmanuilowitsch Babel (1894–1940), russischer Journalist und Schriftsteller
- Isaak Berr (1744–1828), Vorkämpfer der Judenemanzipation in Frankreich
- Isaak Guderian (* 1995), deutscher Popsänger
- Isaak Lampronti (1679–1756), italienischer Rabbiner und jüdischer Gelehrter
- Isaak Luria (1534–1572), Rabbiner und Kabbalist
- Isaak Pomerantschuk (1913–1966), russischer Physiker
- Isaak Soreau (* 1604; † nicht vor 1645), deutscher Maler
- Isaak Ben Abraham Troki (1533–1594), litauischer Karäer

Isaac
- Isaac Asare (* 1974), ghanaischer Fußballspieler
- Isaac Asimov (1920–1992), US-amerikanischer Schriftsteller
- Isaac Barrow (1630–1677), englischer Geistlicher und Mathematiker
- Isaac Broid (* 1952), mexikanischer Architekt und Designer
- Isaac Cline (1861–1955), US-amerikanischer Meteorologe
- Isaac Commelin (1598–1676), niederländischer Verleger und Buchhändler
- Isaac Deutscher  (1907–1967), trotzkistischer Schriftsteller, Journalist und Historiker des Kommunismus
- Isaac Díaz (* 1990), chilenischer Fußballspieler
- Isaac Fulda (1868–1943), deutscher Bankier
- Isaac Haxton (* 1985), US-amerikanischer Pokerspieler
- Isaac Hayes (1942–2008), US-amerikanischer Musiker
- Isaac Israëls (1865–1934), niederländischer Maler
- Isaac Lardin von Limbach (unbekannt–1627), deutscher Oberst in königlich dänischen Diensten
- Isaac Louté (* 1991), beninischer Fußballnationalspieler
- Isaac Newton (1643–1727), Physiker und Philosoph
- Isaac Offenbach (* um 1779/1781; † 1850), Kantor der jüdischen Gemeinde in Köln, Dichter, Komponist, Vater von Jacques Offenbach
- Isaac Ordonez, (* 2009), amerikanischer Schauspieler
- Isaac Cole Powell (* 1994), amerikanischer Schauspieler und Model
- Isaac Bashevis Singer (1902–1991), Schriftsteller und Literaturnobelpreisträger
- Isaac Merritt Singer (1811–1875), US-amerikanischer Unternehmer und Erfinder
- Isaac Viñales (* 1993), spanischer Motorradrennfahrer

Itzhak, Jizchak, Jitzchak
- Jitzchak Avidov (1917–2005), jüdischer Partisan im Zweiten Weltkrieg
- Itzhak Bars (* 1943), US-amerikanischer theoretischer Physiker
- Jizchak Blaser (1837–1907), Oberrabbiner von St. Petersburg (1861/62–1880)
- Itzhak Danziger (1916–1977), israelischer Bildhauer und Landschaftsarchitekt
- Jizchak Katzenelson (1886–1944), jüdischer Lyriker und Dramatiker
- Itzhak Levy (* 1982), israelischer Eishockeyspieler
- Jitzchak Nawon (1921–2015), 5. Staatspräsident Israels
- Itzhak Perlman (* 1945), Geiger
- Jitzchak Rabin (1922–1995), israelischer Generalstabschef und Ministerpräsident
- Jizchak Jakob Reines (1839–1915h), orthodoxer Rabbiner und Talmudgelehrter
- Jitzchak Schamir (1915–2012), israelischer Ministerpräsident
- Jizchak Schenhar (1902–1957), hebräischer Schriftsteller
- Jizchak Schwersenz (1915–2005), Lehrer und jüdischer Widerstandskämpfer gegen den Nationalsozialismus
- Jizchak Ben Zwi (1884–1963 in Jerusalem), israelischer Historiker, Politiker, zweiter Präsident Israels

Weitere Varianten
- Izaak van den Blocke (* um 1575; † 1628), Danziger Maler des Manierismus flämischer Herkunft
- Isac Chiva (1925–2012), rumänisch-französischer Sozialanthropologe
- Isacco Mariani (1892–1925), italienischer Motorradrennfahrer
- Isacco Nahoum (1922–1990), italienischer Widerstandskämpfer, Politiker und Autor
- Izaak Kramsztyk (1814–1889), polnischer Rabbiner, Publizist und Patriot
- Izaak Walton (1593–1683), englischer Herrenschneider, Angler, Biograph und Fachbuchautor
- Ysaak Brons (auch Ysaac Brons; 1802–1886), Politiker, Kaufmann und Reeder; 1848/49 Mitglied der Frankfurter Nationalversammlung

### Familienname
Form Isaak
- Aaron Isaak (1730–1816), deutscher Gründer der jüdischen Gemeinde Stockholm
- Chajim b. Isaak (1749–1821), Rabbiner
- Chris Isaak (* 1956), US-amerikanischer Sänger und Schauspieler
- Dawit Isaak (* 1964), schwedischer Journalist
- Dirk Isaak, namibischer traditioneller Führer
- Felix Isaak, Geburtsname von Felix Weber (* 1989), deutscher Volleyballspieler
- George Isaak (1933–2005), australischer Physiker
- Stephan Isaak (1542–1597), deutscher Hebraist, Theologe und Mediziner
- Tassos Isaak (1972–1996), zyprischer Demonstrant, Opfer des Zypernkonflikts
- Zhenja Isaak (* 1985), deutscher Schauspieler

Form Isaac
- Alfred Isaac (1888–1956), deutscher Wirtschaftswissenschaftler
- Armand Isaac-Bénédic (1875–1962), französischer Curler
- Augie Isaac (* 2000), US-amerikanischer Schauspieler
- Benjamin Isaac (* 1945), israelischer Althistoriker
- Bobby Isaac (1932–1977), US-amerikanischer Rennfahrer
- Glynn Isaac (1937–1985), südafrikanischer Paläoanthropologe
- Godfrey Isaac († 2015), US-amerikanischer Jurist
- Heinrich Isaac (italienisch Arrigo Tedesco; 1450–1517), frankoflämischer Komponist und Sänger
- Ismaël Isaac (* 1966), ivorischer Reggae-Sänger
- James Isaac, Geburtsname von James Wolf (Sänger, 1870) (1870–1943), deutscher Sänger, Komiker und Varietékünstler
- James Isaac (Regisseur) (1960–2012), US-amerikanischer Filmregisseur
- James Iwan Isaac, Geburtsname von James Iwan Wolf (1893–1981), deutscher Sänger und Varietéentertainer
- Jeffrey Isaac (* 1956), US-amerikanischer Maler und Videokünstler
- Joan Isaac (* 1953), katalanischer Singer-Songwriter
- Jonathan Isaac (* 1997), US-amerikanischer Basketballspieler
- Joshua Isaac (* 2000), grenadischer Fußballspieler
- Jules Isaac (1877–1963), französischer Historiker
- Leandro Isaac (* 1953), osttimoresischer Politiker
- Mia Isaac (* 2004), US-amerikanische Schauspielerin, Regisseurin und Drehbuchautorin
- Oscar Isaac (* 1979), US-amerikanischer Schauspieler
- Patricia Isaac (* 1987), kanadische Schauspielerin und Synchronsprecherin
- Pedro Isaac Mullen (* 1985), kubanischer Ringer
- Rhys Isaac (1937–2010), südafrikanischer Historiker
- Robert M. Isaac (1928–2008), US-amerikanischer Politiker (Colorado Springs)
- Shashi Isaac (* 1982), Fußballspieler von St. Kitts und Nevis
- Simon Isaac (1881–1942), deutscher Internist und Diabetesforscher
- Vernon Isaac (1913–1999), US-amerikanischer Jazzmusiker und Bandleader

## Weitere Namensverwendung
- Isaacs Sturm, Roman von Erik Larson aus dem Jahr 1999